# Olympiakos Syndesmos Filathlōn Peiraiōs 2013-2014 (pallavolo maschile)
Questa voce raccoglie le informazioni riguardanti l'Olympiakos Syndesmos Filathlōn Peiraiōs nella stagione 2013-2014.

## Organigramma societario
Area direttiva
- Presidente: Michalīs Kountourīs

Area organizzativa
- Team manager: Nikos Mantouvalos

Area tecnica
- Primo allenatore: Dīmītrīs Kazazīs
- Secondo allenatore Giōrgos Mylōnakīs
- Allenatore: Giōrgos Skolias
- Scoutman: Giannīs Geōrgiadīs

Area sanitaria
- Preparatore atletico: Giōrgos Tsikourīs
- Fisioterapista: Giōrgos Papageōrgiou

## Rosa
| N° | Nome                        | Ruolo | Data di nascita   | Nazionalità sportiva |
| -- | --------------------------- | ----- | ----------------- | -------------------- |
| 1  | Kōnstantinos Christofidelīs | S     | 26 giugno 1977    | Grecia               |
| 2  | Athanasios Maroulīs         | P     | 9 luglio 1988     | Grecia               |
| 3  | Giōrgos Manikas             | S     | 3 ottobre 1996    | Grecia               |
| 4  | Milan Jurišić               | C     | 21 agosto 1978    | Serbia               |
| 5  | Nikos Meles                 | C     | 20 gennaio 1995   | Grecia               |
| 6  | Giōrgos Stefanou            | L     | 12 gennaio 1981   | Grecia               |
| 7  | Leonardo Caldeira           | S     | 28 settembre 1982 | Brasile              |
| 8  | Giōrgos Papadopoulos        | C     | 17 gennaio 1986   | Grecia               |
| 8  | Chrīstos Kiosīs             | C     | 23 dicembre 1982  | Grecia               |
| 9  | Menelaos Kokkinakīs         | S     | 21 gennaio 1993   | Grecia               |
| 10 | Sōtīrīs Sōtīriou            | S     | 20 aprile 1986    | Grecia               |
| 11 | Bojan Jordanov              | O     | 12 marzo 1983     | Bulgaria             |
| 12 | Nikos Smaragdīs             | C     | 12 febbraio 1982  | Grecia               |
| 14 | Vasilīs Kournetas           | P     | 2 agosto 1976     | Grecia               |
| 15 | Petros Kalas                | S     | 23 luglio 1994    | Grecia               |
| 16 | Chrīstos Voloudakīs         | L     | 13 febbraio 1988  | Grecia               |
| 17 | Markos Galiōtos             | P     | 23 agosto 1996    | Grecia               |